# Cercando di uscire
Cercando di uscire (Lookin' to Get Out) è un film del 1982 diretto da Hal Ashby ed interpretato da Jon Voight, autore della sceneggiatura assieme ad Al Schwartz. Nel cast figura anche la giovanissima Angelina Jolie sua figlia nata da seconde nozze, al suo esordio cinematografico.

## Trama
Due maldestri giocatori d'azzardo, dopo aver perso un'ingente somma di denaro, lasciano New York per cercare di risollevare le proprie sorti a Las Vegas.